# Edward Gal
Edward Gal (ur. 4 marca 1970 w Rheden) – holenderski dresażysta.

## Kariera
Gal rozpoczął karierę jeździecką w wieku 14. Pod koniec lat 90. zaczął odnosić pierwsze sukcesy rangi międzynarodowej, a w 2005 r. zdobył drużynowo srebrny medal na Mistrzostwach Europy w jeździectwie w Hagen.
W grudniu 2009 r., podczas czwartych Mistrzostw Świata FEI Dressage Cup w Olympia w Londynie, pobił własny rekord świata w GP Freestyle do 92,30%.

## Życie prywatne
Gal jest w długotrwałym związku z kolegą z drużyny Hansem Peterem Minderhoudem.